# Henrique Rodrigues
Henrique Cavalcanti Rodrigues (Curitiba, 4 de febrero de 1991) es un nadador brasileño.

## Biografía
Rodrigues fue medalla de bronce en los 4 x 100 metros libre, en el Campeonato Mundial Júnior 2008, de la FINA, en México.

### 2009-2012
En el Campeonato Mundial de Natación de 2009 en Roma, Rodrigues terminó 15º en los 200 metros medley, y 33º en los 400 metros medley.
En el Campeonato Pan-Pacífico de Natación de 2010 en Irvine, Rodrigues terminó 5º en los 200 m medley y 14º en los 100 m libres.
Estuvo en el Campeonato Mundial de Natación en Piscina Corta de 2010, en Dubái, donde quedó 4ª en los 200 m medley y 8º en los 100 m medley.
En el Campeonato Mundial de Natación de 2011 en Shanghái, terminó 14º en los 200 m medley.
En los Juegos Panamericanos de 2011 en Guadalajara, Rodrigues ganó el oro en los 4 × 100 m libre, y bronce en los 200 m medley.

### Juegos Olímpicos de 2012
En los Juegos Olímpicos de Londres 2012, Rodrigues terminó 13º en los 200 metros medley.

### 2013-2016
En el Campeonato Mundial de Natación de 2013, en Barcelona, terminó 12º en los 200 metros medley.
En Campeonato Mundial de Natación en Piscina Corta de 2014, en Doha, Rodrigues terminó 4º en los 200 m medley, 6º en los 100 m medley (rompiendo el récord sudamericano con un tiempo de 52.20), y 16º en los 200 m espalda.
En los Juegos Panamericanos de 2015 en Toronto, Rodrigues ganó la medalla de oro en los 200 metros medley, donde hizo su mejor marca personal con un tiempo de 1:57.06, tercer mejor tiempo del mundo en 2015, y nuevo récord de los Juegos Panamericanos. También ganó una medalla de oro en el relevo 4 × 200 m estilo libre, participando en la calificación.
En el Campeonato Mundial de Natación de 2015, en Kazán, Rodrigues llegó a su primera final en los Campeonatos del Mundo, terminando en séptimo lugar en los 200 m medley, con un tiempo de 1:58.52. El tiempo que hizo en los Juegos Panamericanos, hace un par de semanas (1:57.06), le daría el cuarto lugar.